# Prêmio Russ
A Academia Nacional de Engenharia dos Estados Unidos (em inglês:  National Academy of Engineering - NAE) estabeleceu o Prêmio Fritz J. e Dolores H. Russ em outubro de 1999. O prêmio é um reconhecimento aos avanços "de impacto significante na sociedade e que contribuíram para o desenvolvimento das condições humanas mediante sua ampla utilização". Até 2007 o prêmio foi concedido para trabalhos em bioengenharia. A NAE concede o prêmio bianualmente (em anos ímpares), e o laureado recebe 500 mil dólares e uma medalha de ouro. Juntamente com o Prêmio Gordon e o Prêmio Charles Stark Draper, o prêmio Russ constitui o Nobel de Engenharia. O prêmio é denominado em homenagem a Fritz Russ, fundador do Systems Research Laboratories, e sua mulher, Dolores Russ.

## Agraciados
- 2001: Earl Bakken e Wilson Greatbatch
- 2003: Willem Johan Kolff
- 2005: Leland Clark
- 2007: Yuan-Cheng Fung
- 2009: Elmer Gaden
- 2011: Leroy Hood
- 2013: Samuel Emil Blum, Rangaswamy Srinivasan e James J. Wynne
- 2015: Graeme Clark, Erwin Hochmair, Ingeborg Hochmair, Michael Merzenich, Blake S. Wilson "pela engenharia do implante coclear que possibilitou a audição a surdos."